# Narcissus
Trong thần thoại Hy Lạp, Narcissus (/nɑːrˈsɪsəs/; tiếng Hy Lạp: Νάρκισσος, Narkissos) là một thợ săn từ Thespiae trong Boeotia, nổi tiếng với vẻ ngoài đẹp trai. Chàng là con trai của thần sông Cephissus và nữ thần Liriope. Một lần Narcissus nhìn thấy hình ảnh phản chiếu của mình ở dưới nước và đem lòng yêu chính bản thân mình. Vì vậy, chàng đau khổ tự lao mình xuống sông tự tử do tình yêu chính mình không bao giờ được đáp lại. Khi ở thế giới bên kia, Narcissus vẫn không thôi ngắm mình dưới làn nước của sông mê Styx.
Nhà thơ Ovidius đã kể một câu chuyện về Narcissus trong một sử thi huyền thoại Latinh từ thời Augustus. Sự ra đời của huyền thoại nữ thần núi Echo (Tiếng Vọng)  với Narcissus, chàng thanh niên xinh đẹp đã từ chối tình yêu và  tình dục và rơi vào tình yêu với cái bóng của mình, dường như đã được sáng tạo bởi Ovidius. Phiên bản của Ovidius ảnh hưởng đến việc thể hiện huyền thoại trong nghệ thuật và văn học phương Tây sau này.
Thuật ngữ Nhân cách yêu mình thái quá dựa trên tính cách của nhân vật này.

## Narcissus trong văn học

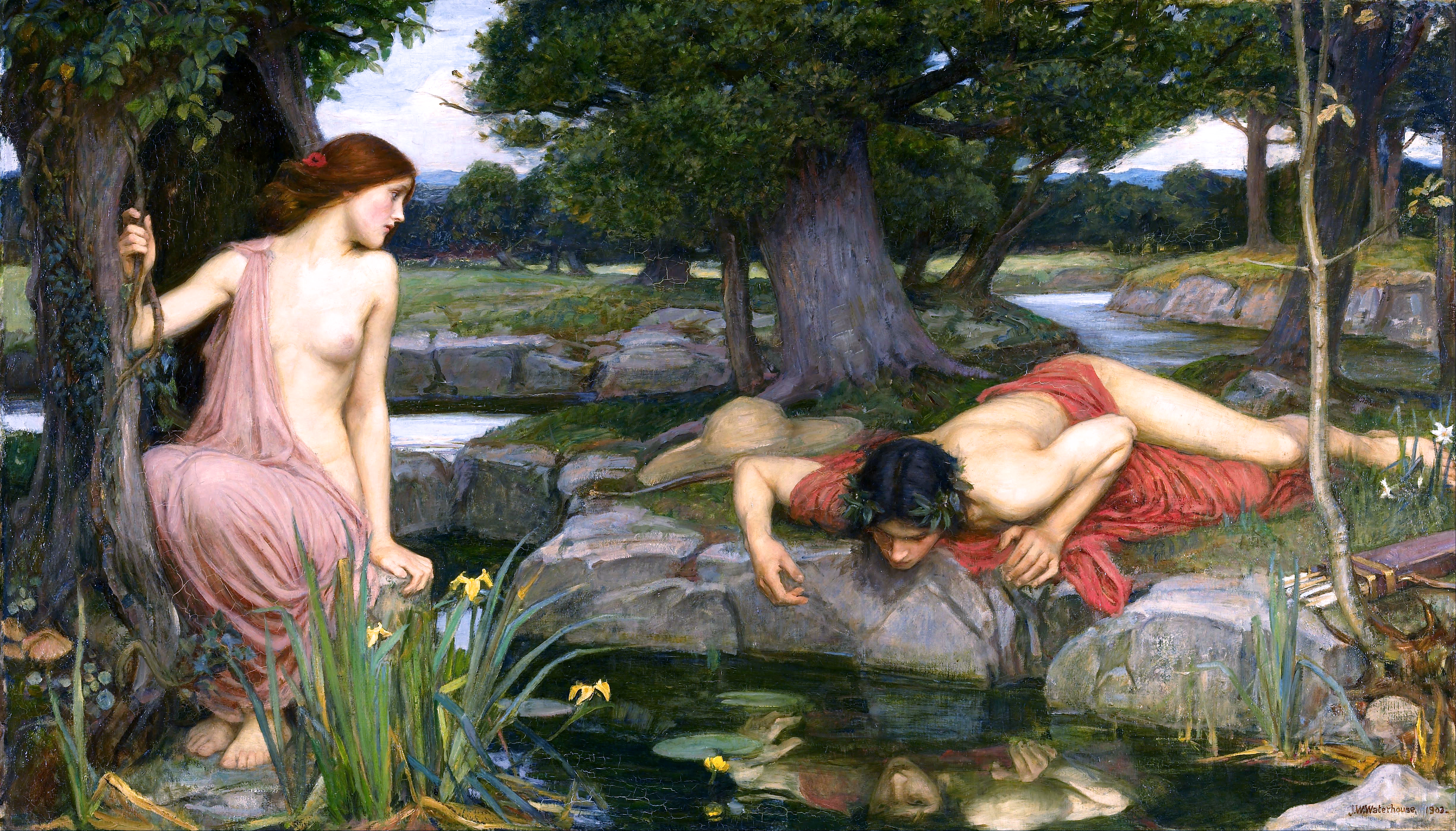
Tiếng Vọng (Một nữ thần núi) Và Narcissus, tranh vẽ của John William Waterhouse, 1903
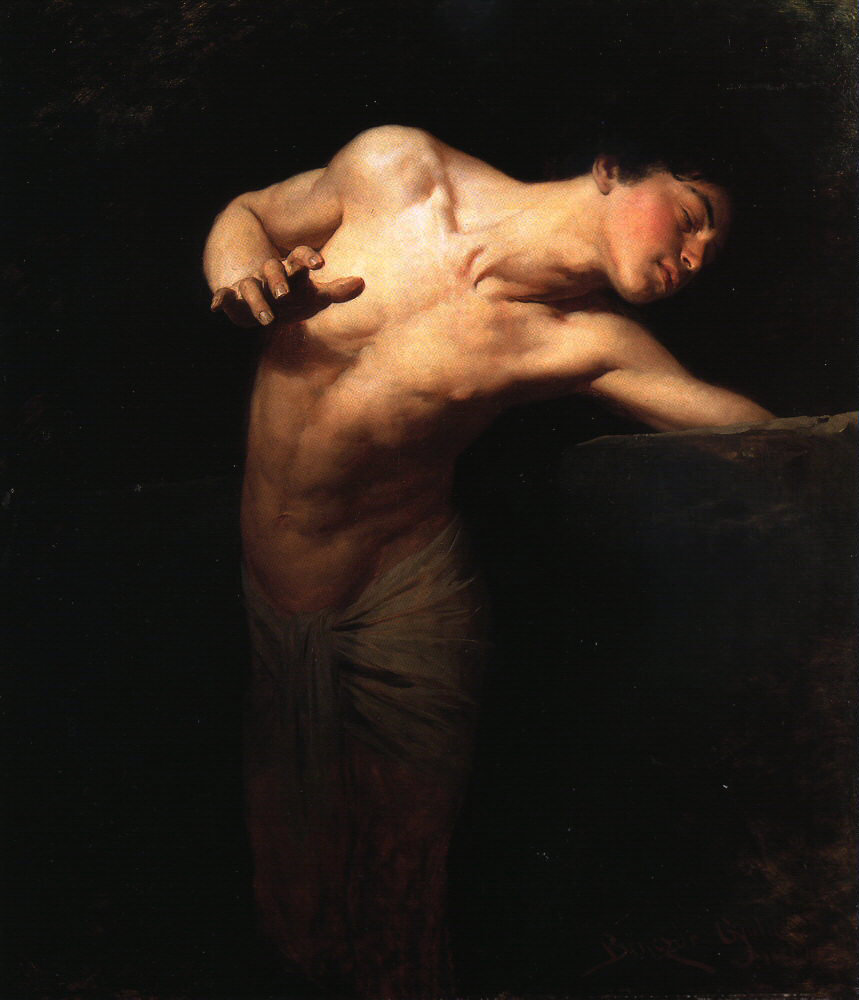
Narcissus vẽ bởi Gyula Benczúr, 1881
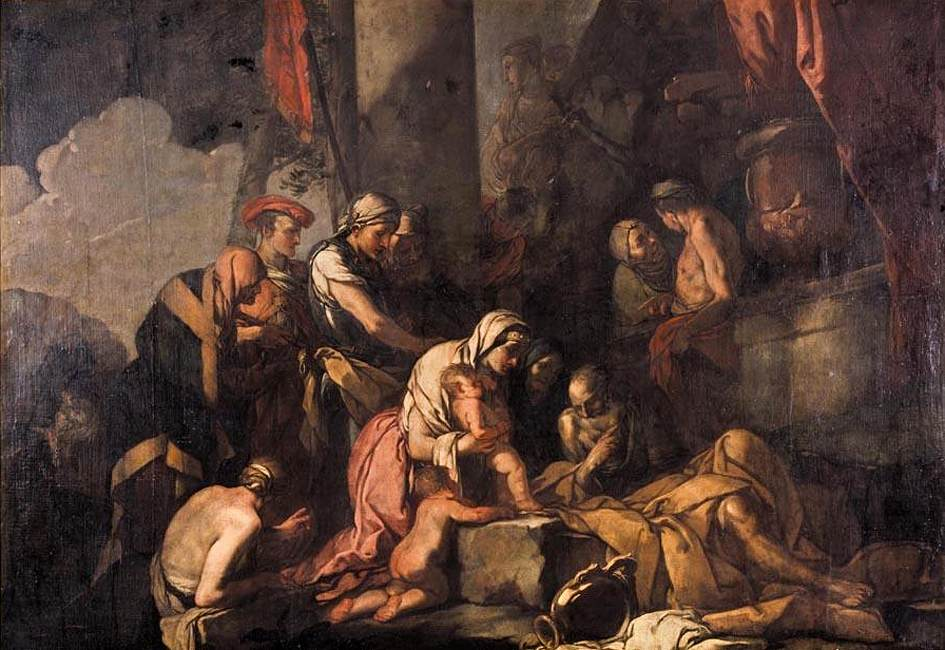
Liriope Mang Narcissus trước khi Tiresias, Giulio Carpioni, thập niên 1660
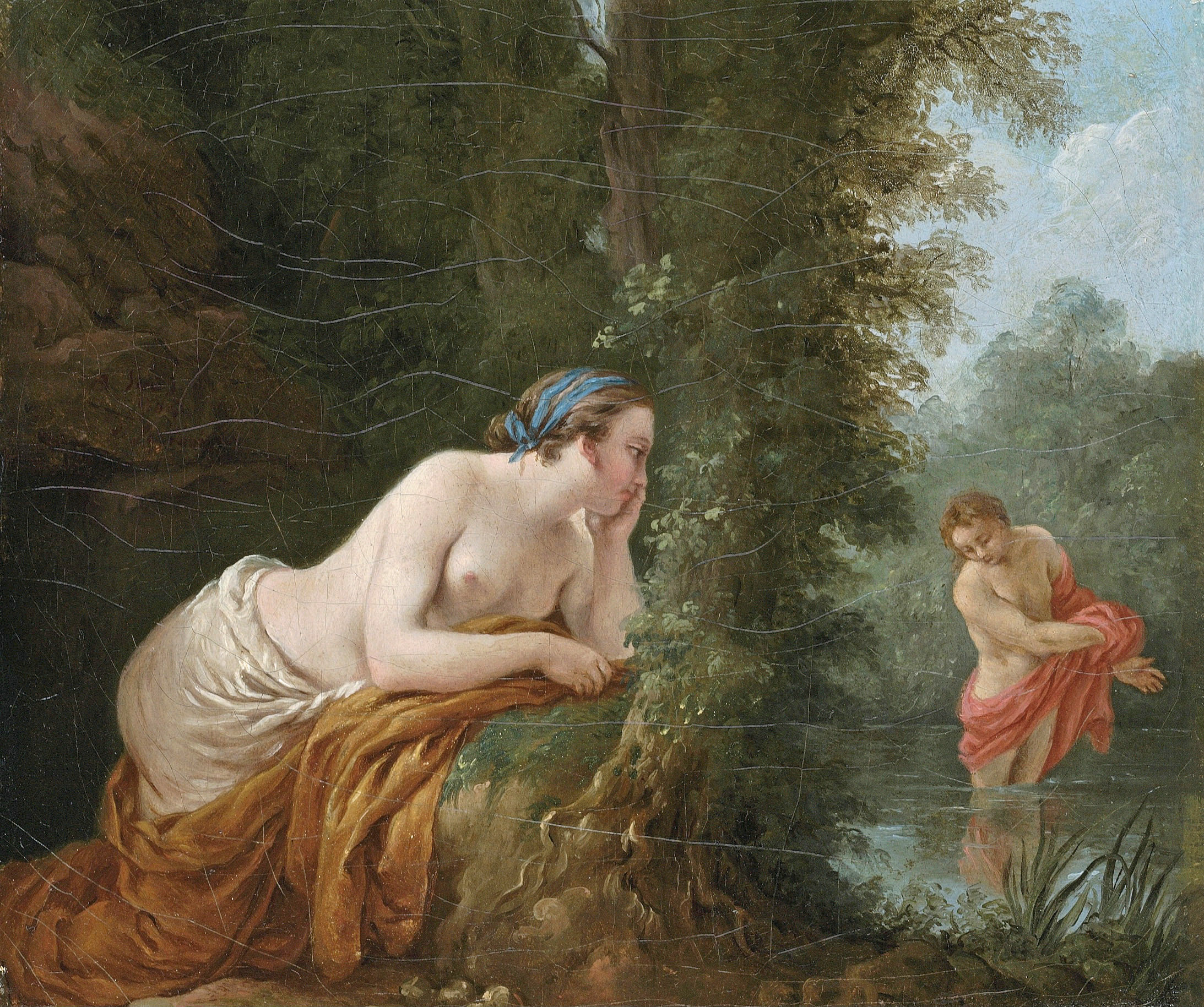
Tiếng vọng và Narcissus, Louis-Jean-François Lagrenée
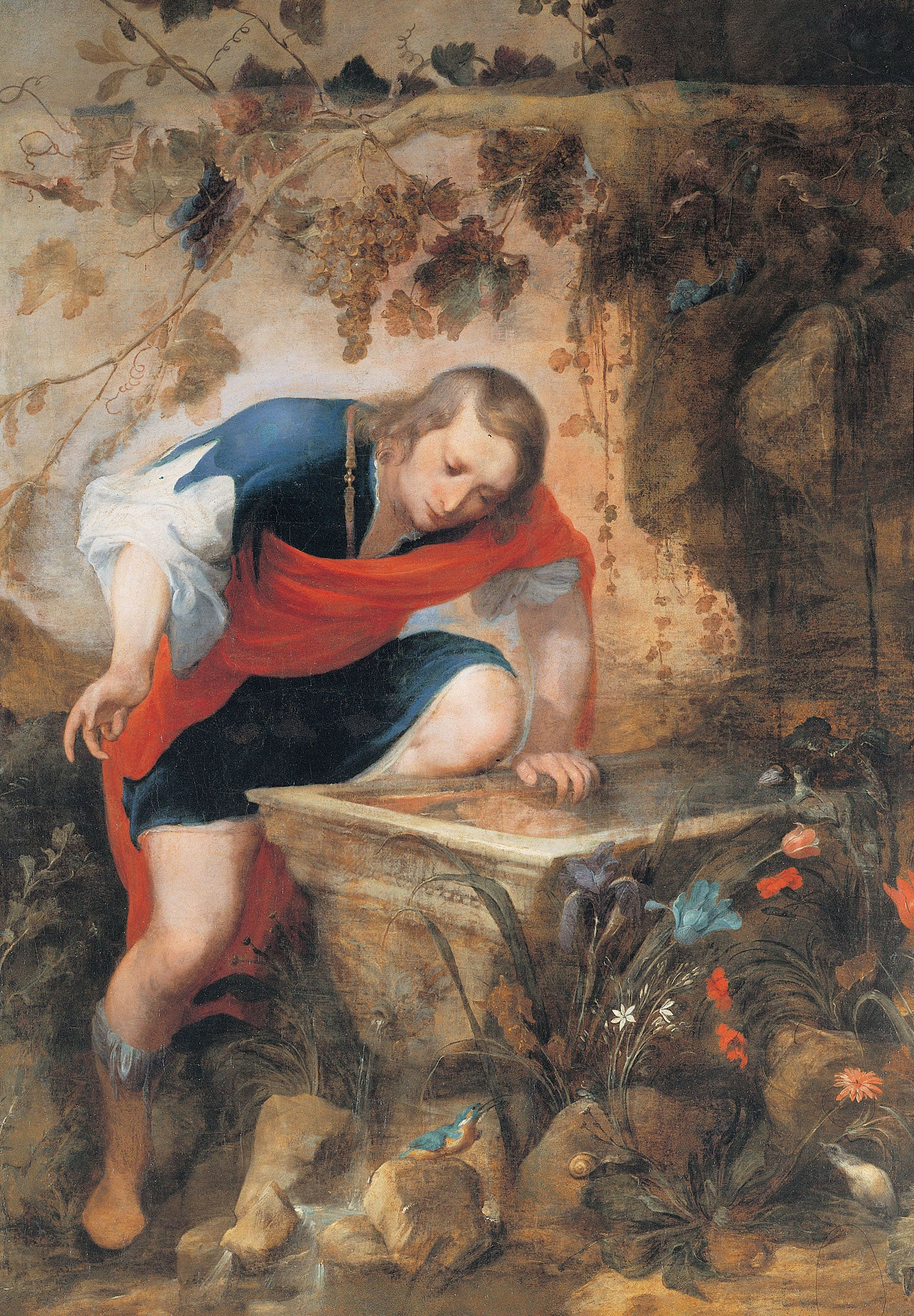
Narcissus vào mùa Xuân, Jan Roos giữa 1610 và 1638
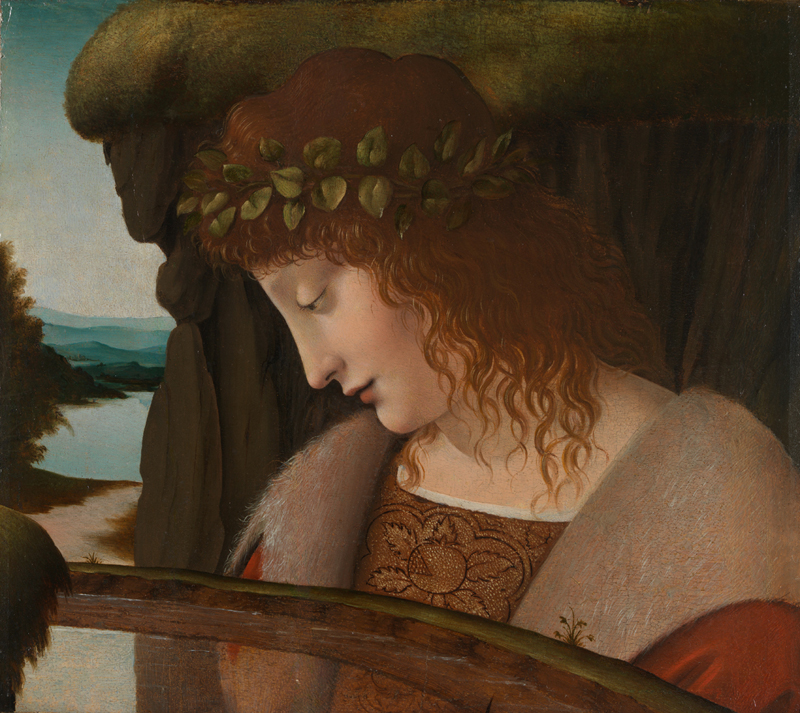
Narcissus, lọc của John Antonio Boltraffio
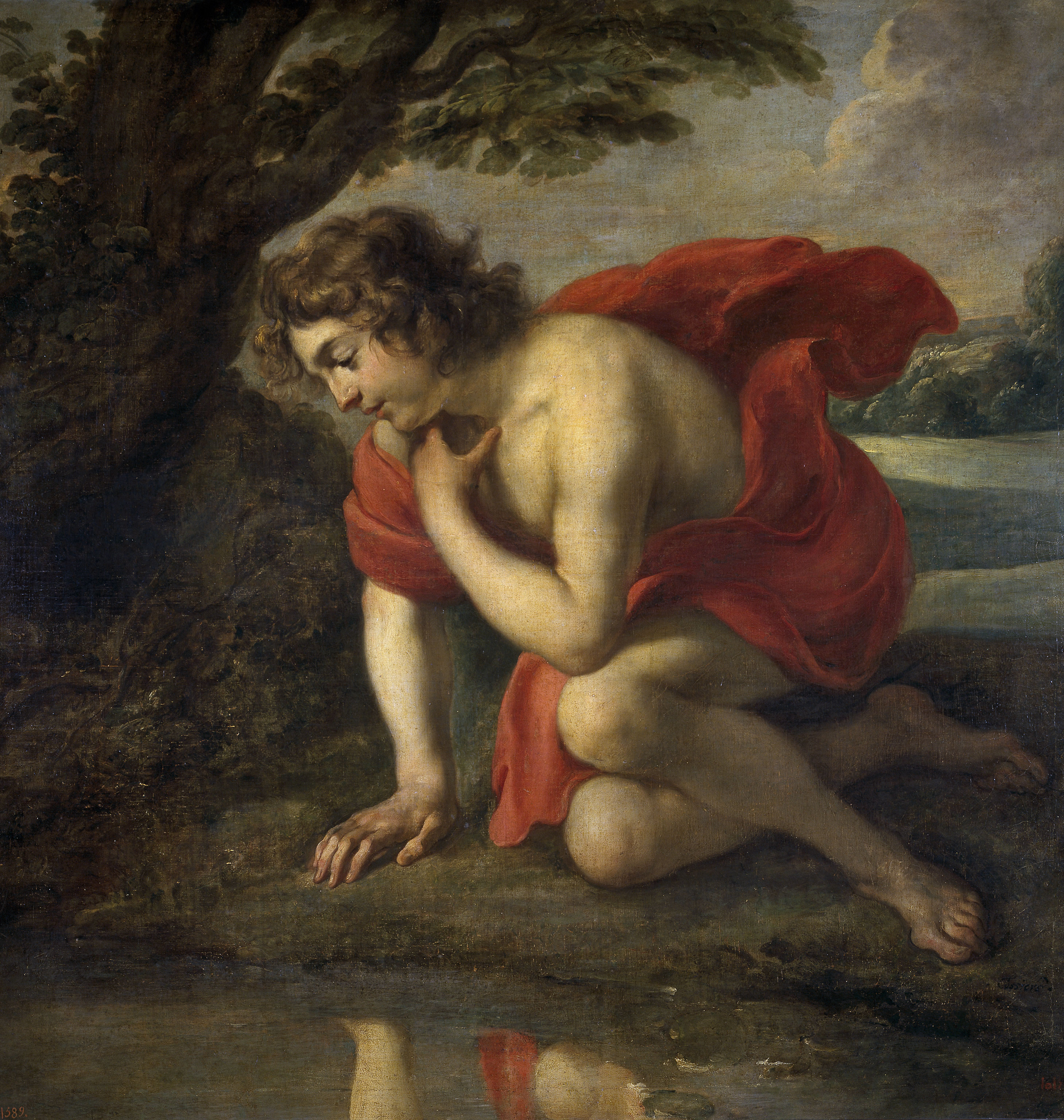
Tranh vẽ của Jan Cossiers, thế kỷ 17
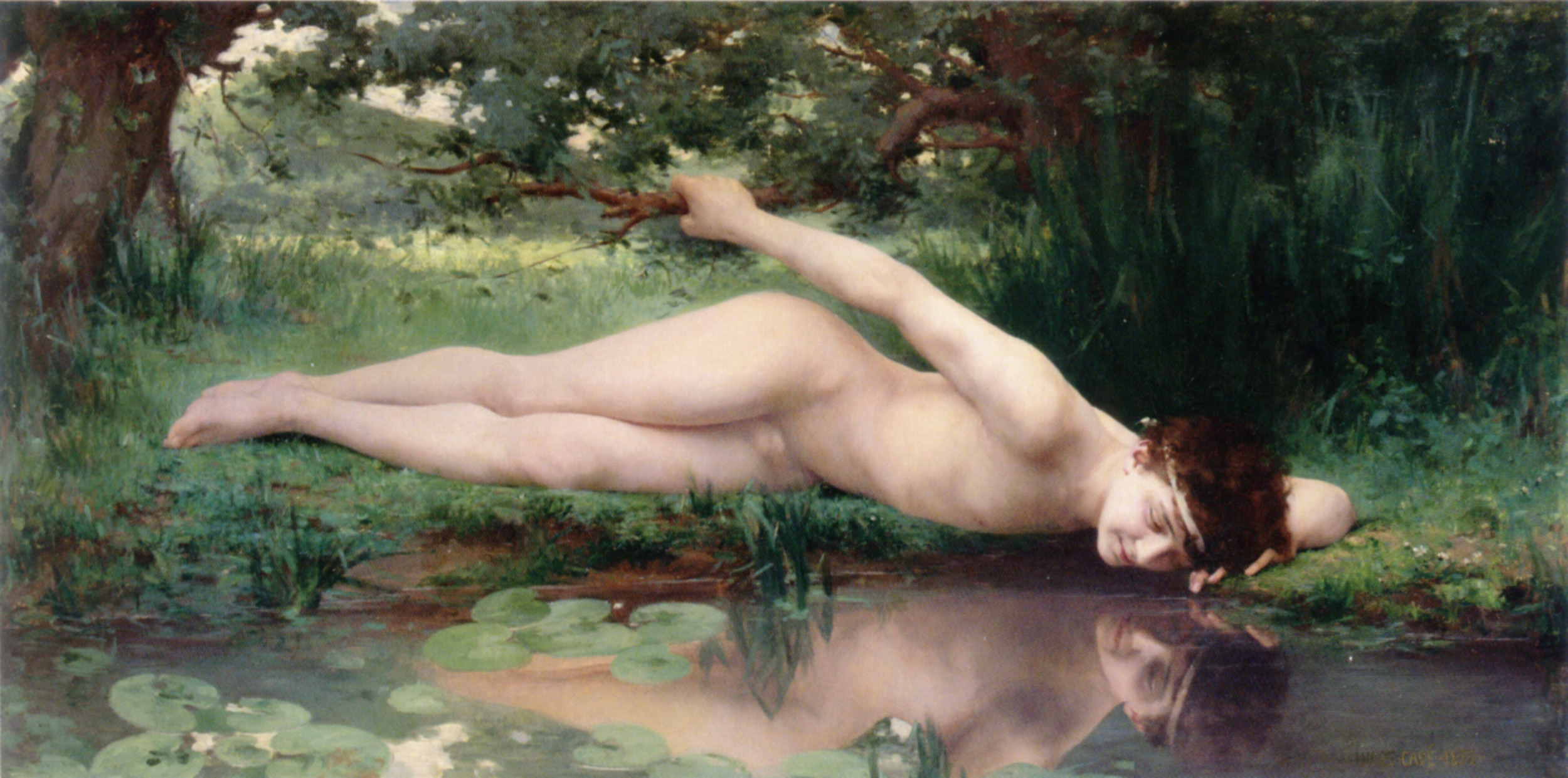
Tranh vẽ của Jules-Cyrille Cavé năm 1890
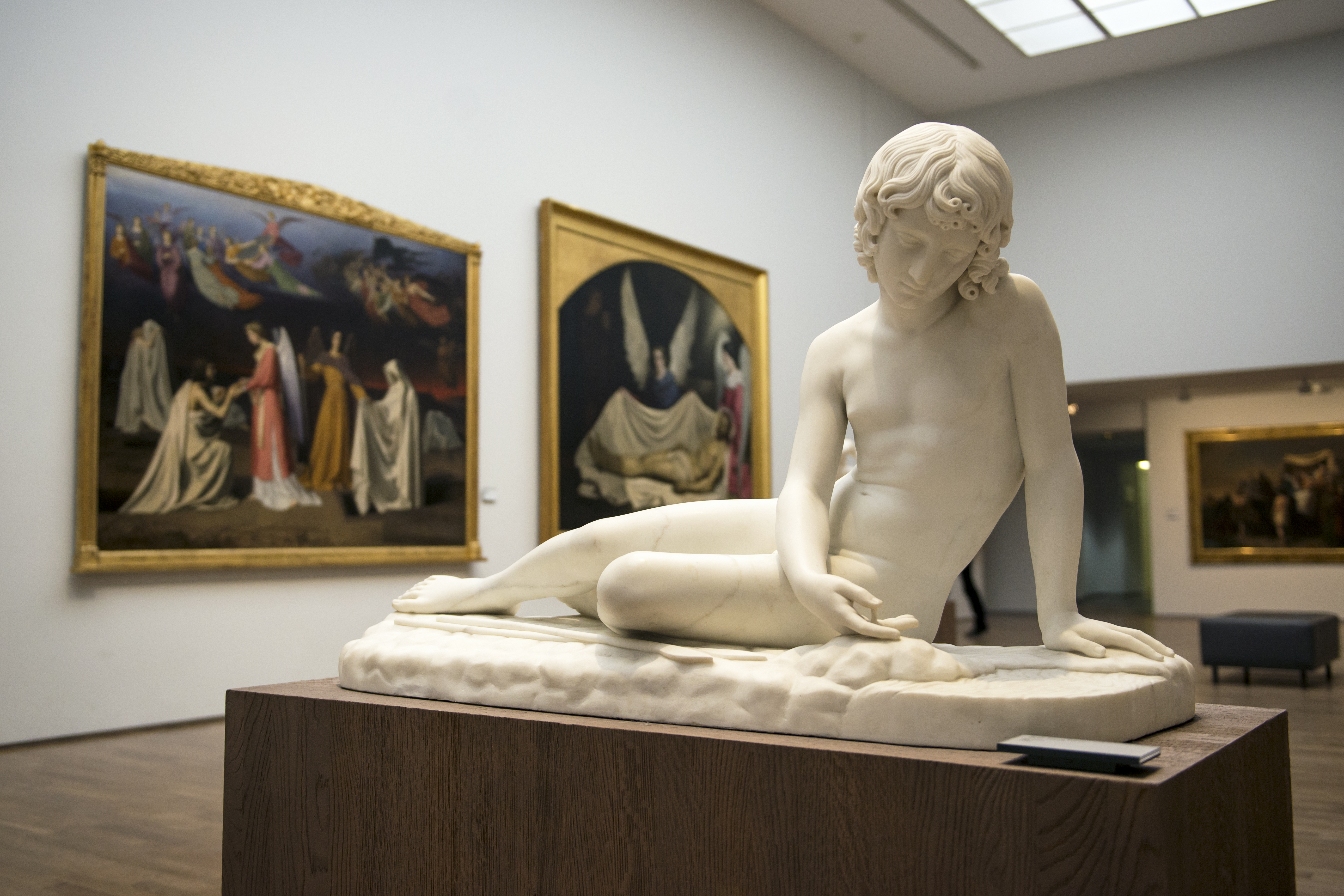
Tượng của Jean-Pierre Cortot, 1818
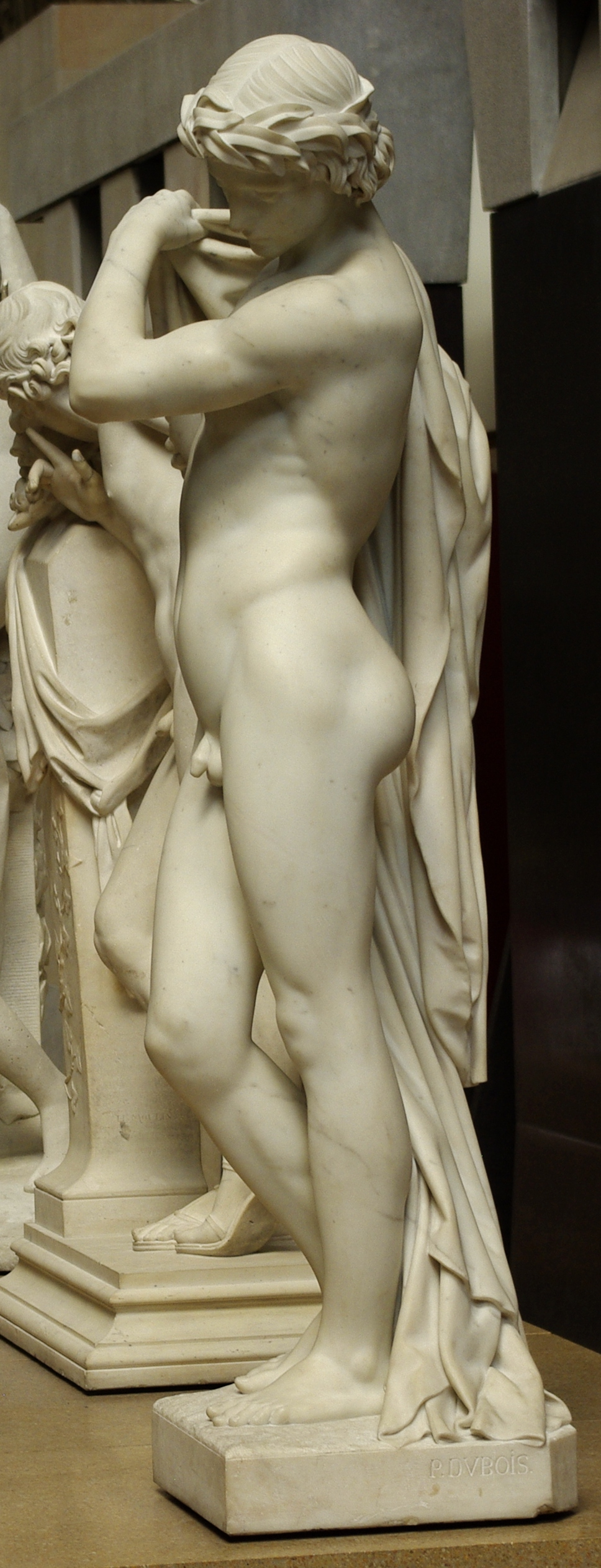
Narcisse, bởi Paul Dubois, 1867
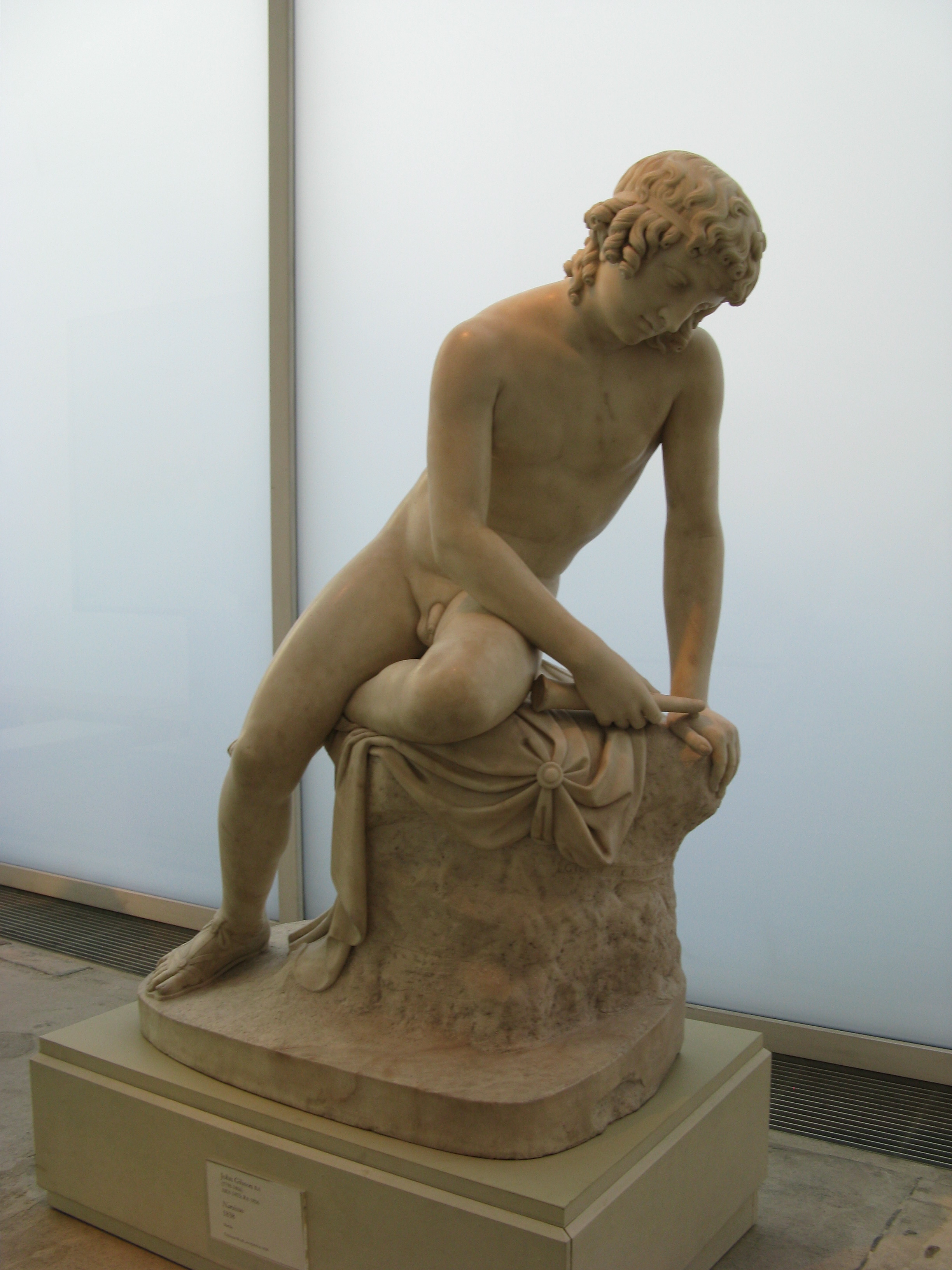
Narcissus, John Gibson
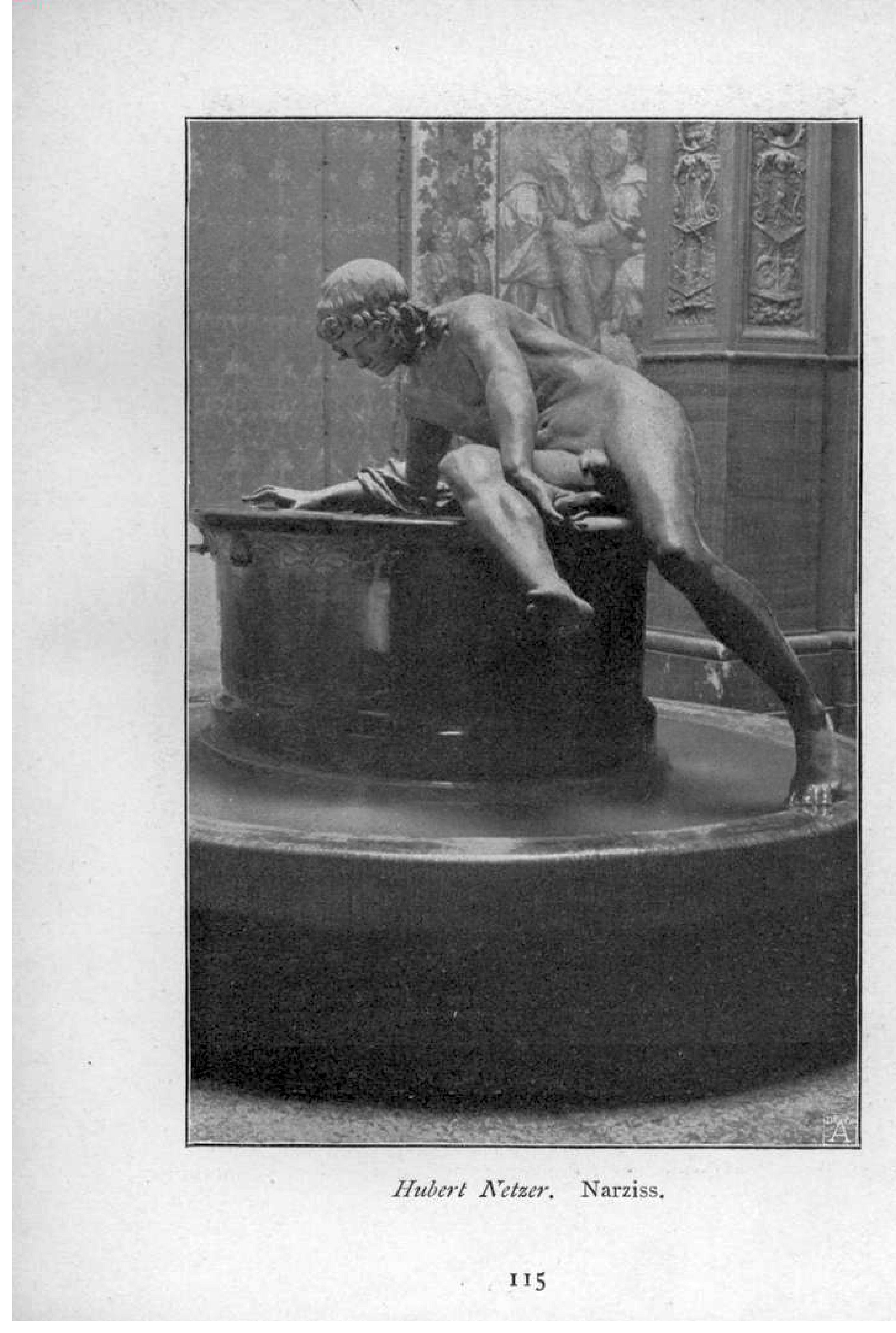
Narziss, Hubert Netzer, 1897
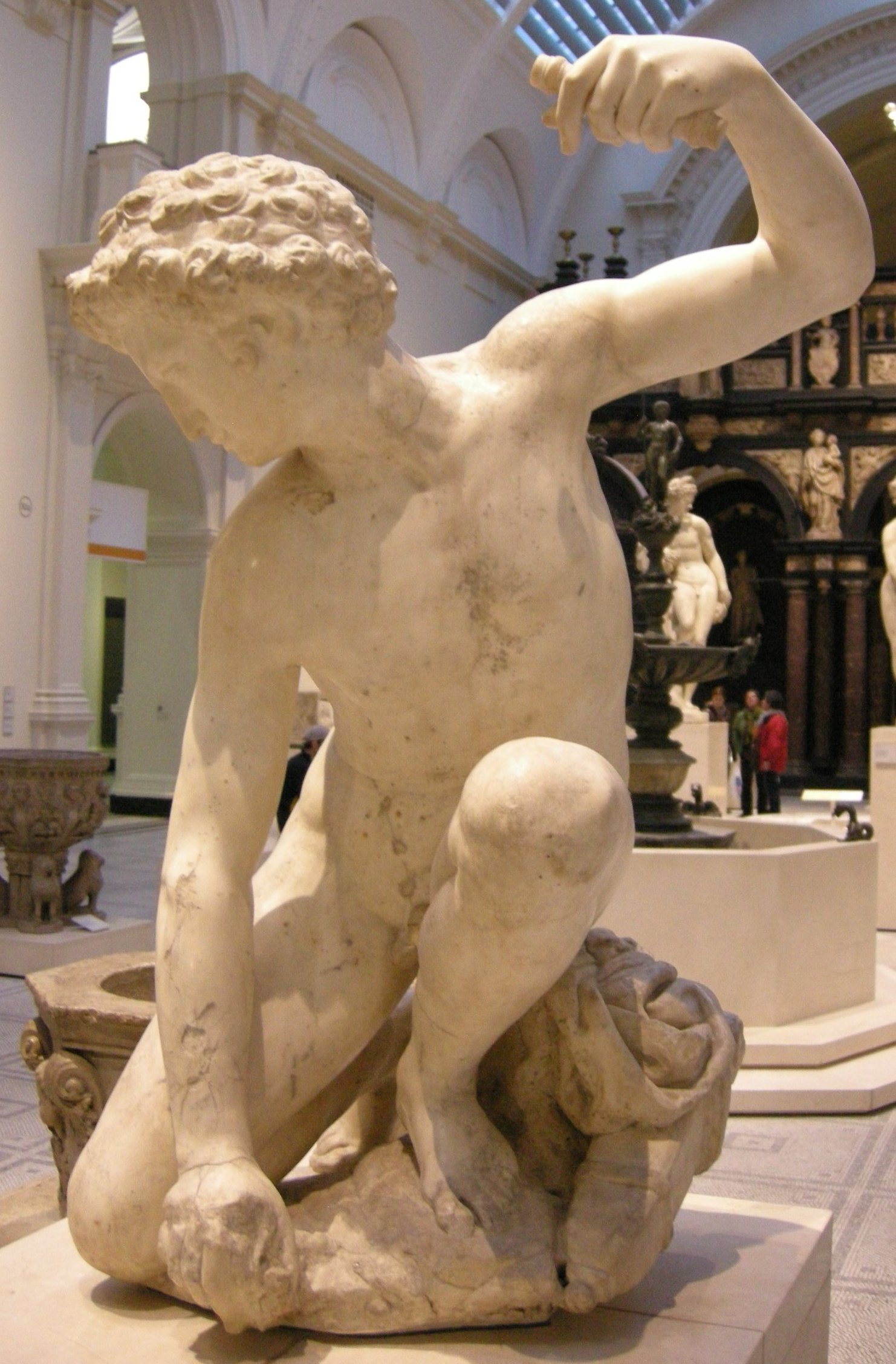
Narcissus, có thể của Valerio Cioli năm 1560
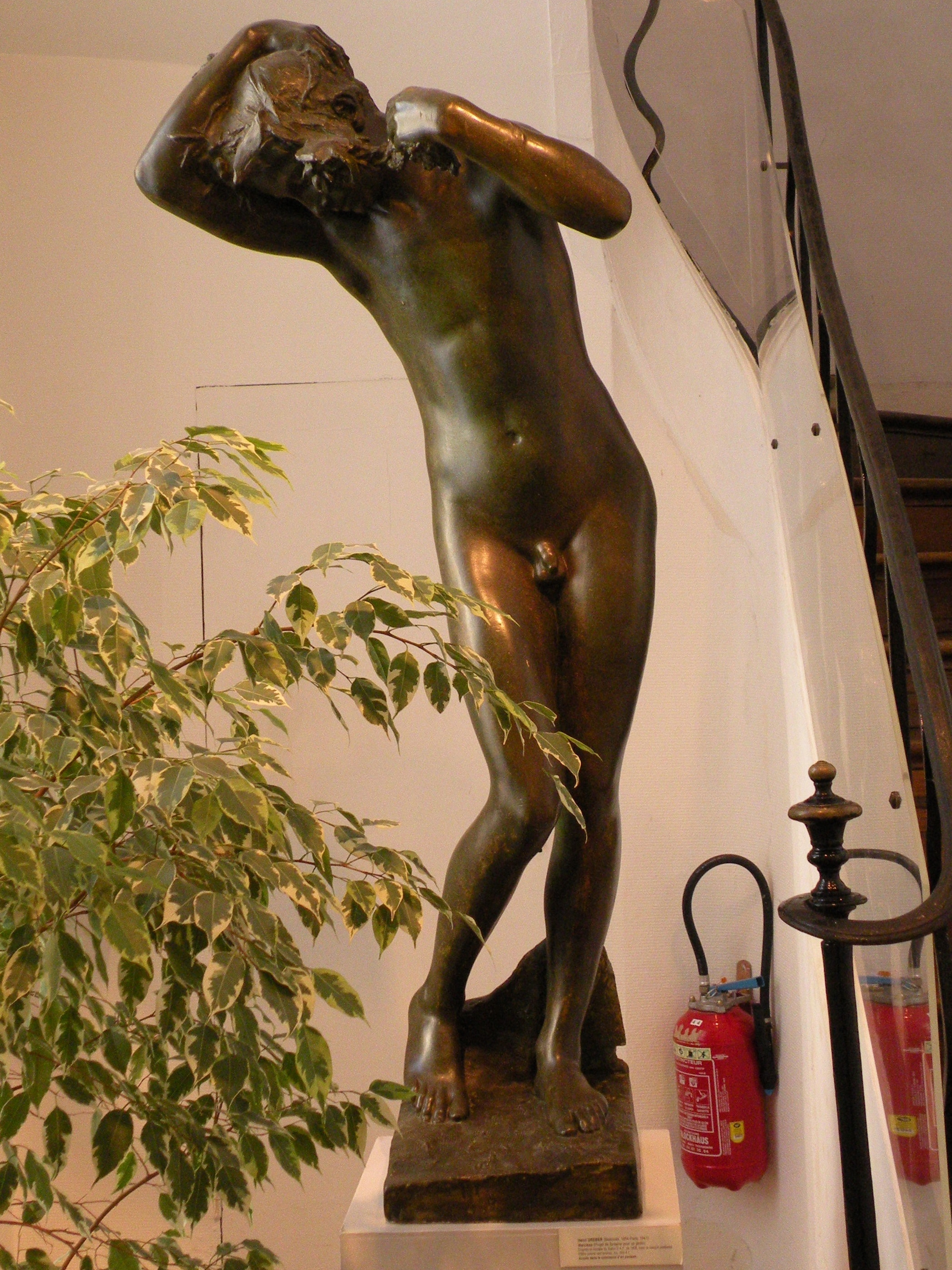
Narcisse, Henri-Léon Gréber